# Белогорлая фиговая иволга
Белогорлая фиговая иволга (лат. Sphecotheres vieilloti) — вид птиц семейства иволговых (Oriolidae). Обитает в лесной зоне в северной и восточной Австралии, южной части Новой Гвинеи и на островах Кай. За счёт большой площади ареала BirdLife International и МСОП относят его к видам, «вызывающим наименьшие опасения».
Видовое название дано в честь французского орнитолога Луи Пьера Вьейо.

## Подвиды
Выделяют пять подвидов:

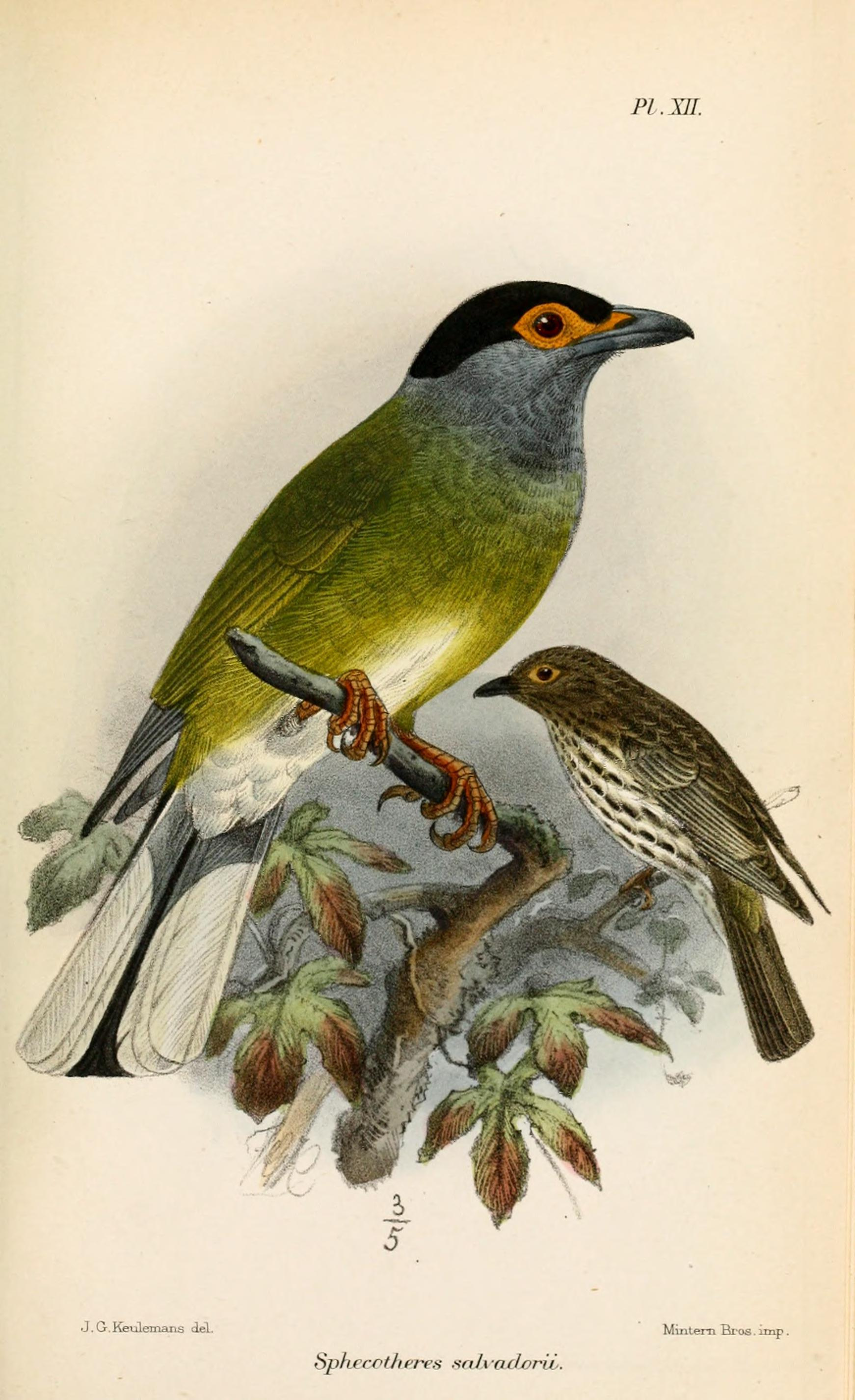
Подвид S. v. salvadorii, иллюстрация Кёлеманса, 1877

- Sphecotheres vieilloti salvadorii Sharpe, 1877: Первоначально описан как отдельный вид. Встречается в юго-восточной части Новой Гвинеи.
- Sphecotheres vieilloti cucullatus (Rosenberg, 1866): Первоначально описан как отдельный вид. Найден на островах Каи (у юго-западной части Новой Гвинеи). Возможно, младший синоним S. v. flaviventris[6].
- Sphecotheres vieilloti ashbyi Mathews, 1912: Встречается на севере Западной Австралии и Северной территории, Австралия
- Sphecotheres vieilloti flaviventris Gould, 1850: Первоначально был описан как отдельный вид. Встречается на северо-востоке Австралии и островах Торресова пролива.
- Sphecotheres vieilloti vieilloti Vigors & Horsfield, 1827: Встречается в восточной Австралии.

## Описание
Достигает длины 27,0-29,5 см, и массы от 97 до 146 г. Присутствует половой диморфизм.
У самцов голова и шея блестяще-чёрные. Голые участки кожи вокруг глаз имеют розовый или красный цвет. Верхняя часть бока, подбородок, горло и грудь серые; на нижней части груди цвет переходит в оливково-зелёный, который распространяется на всю нижнюю часть тела до крестца. На брюхе иногда встречаются белые или жёлтые пятна. Края надкрылий коричневато-чёрные, в остальном они оливково-зелёные. Хвост чёрный, с белыми пятнами и кончиками на внешних хвостовых перьях. Подхвостовые перья белого цвета. Радужная оболочка от тёмно-красной до коричневой, клюв чёрный, ноги розового цвета.
У самок голые участки на лице серого или серовато-фиолетового цвета. Верхняя сторона головы, шея и мантия бурые с тёмными полосами; нижняя часть мантии и спина оливково-зеленовато-бурые и менее заметно полосатые. Первостепенные маховые перья имеют тонкие белые края, и второстепенные маховые перья зеленоватые с внешней стороны и имеют желтоватую окантовку. Вся нижняя сторона тела, за исключением анальной области, матово-белая с чёткими коричневыми полосами. Надхвостье оливково-зелёное. Хвост коричневый, внутренние хвостовые перья зеленоватого оттенка с небольшими светлыми пятнами. Радужная оболочка тёмно-коричневая, клюв чёрный, ноги от серовато-розового до красного цвета.

## Поведение и экология

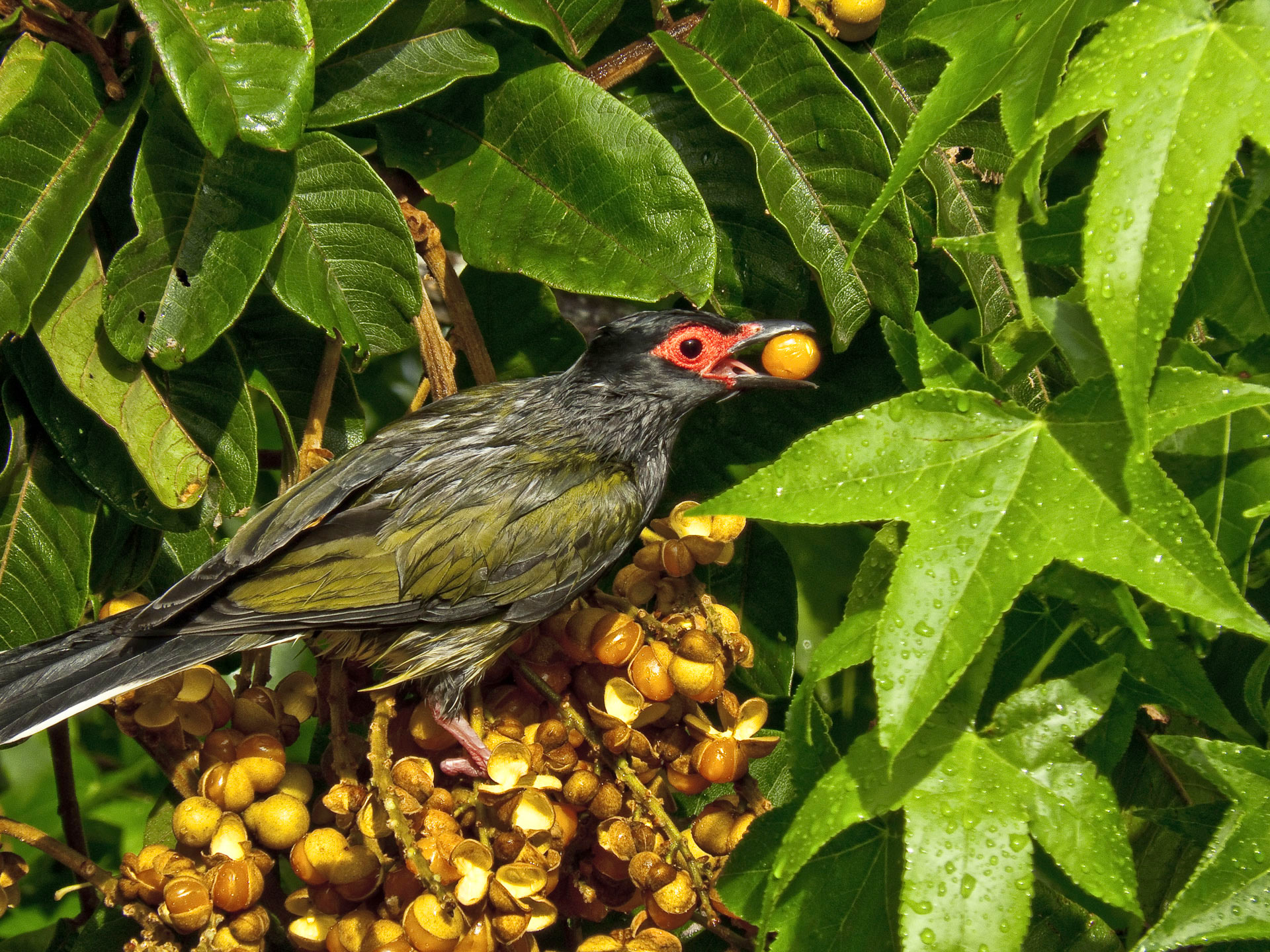
Sphecotheres vieilloti

Питаются в основном, как следует из названия, инжиром, но не отказываются и от других фруктов и ягод, таких как вишня, ежевика, бананы, папайя, гуава, плоды мушмулы и лантаны, а также от насекомых, таких как жуки, цикады, термиты, муравьи и гусеницы. В редких случаях они также поедают мелких позвоночных.
Кормятся шумными группами до 20 особей, иногда вместе с полосатыми иволгами, на деревьях, плоды которых иногда полностью собраны. Некоторые семена не перевариваются и могут прорастать после выделения.
Сезон размножения длится с сентября по март на севере ареала и с октября по февраль на юге. В год бывает один или два выводка.
Общительные птицы, селятся небольшими колониями; пары гнездятся на верхушках соседних деревьев. Чашеобразное гнездо состоит из усиков и тонких веточек и располагается в горизонтальной развилке ветвей на высоте до 20 метров над землей. Диаметр составляет 13-15 см, а высота — 6-7 см.
На севере Австралии белогорлые фиговые иволги, по некоторым данным, гнездятся рядом с Dicrurus bracteatus и Philemon buceroides. Эти виды яростно защищают свою территорию от нападающих, и белогорлые фиговые иволги получают выгоду от такой защиты.
В кладке 2-4, обычно 3 яйца серо-зелёного цвета с красновато-коричневыми или пурпурными пятнами, размером 33 × 22,5 мм; насиживаются обоими родителями в течение 16-17, иногда 20 дней. Оба родителя кормят птенцов срыгиваемой пищей после вылупления, пока они не покинут гнездо через 14-17 дней.
Eudynamys scolopacea часто подбрасывает яйца в гнёзда множества различных птиц, в том числе и австралийских фиговых иволг.